# Kaïfona
Kaïfona, également orthographié Kaïfouna, est une commune rurale située dans le département de Morolaba de la province de Kénédougou dans la région des Hauts-Bassins au Burkina Faso.

## Géographie
Kaïfona est localisée à environ 8 km à l'est de Morolaba.

## Santé et éducation
Le centre de soins le plus proche de Kaïfona est le centre de santé et de promotion sociale (CSPS) de Famberla.